# 血管芽腫
血管芽腫（けっかんがしゅ、Hemangioblastoma）とは、主に成人の小脳、延髄、脊髄に発生する良性腫瘍である。名前のとおり血管性の構造からなる腫瘍であるが、出血することはまれである。良性ではあるが、急速に進行した場合には他の脳組織を圧迫したりして死に至る場合もある。
遺伝性疾患であるフォン・ヒッペル・リンドウ病（VHL）の患者には頻発するが、通常はまれな腫瘍である。

## 症状
腫瘍が小脳を圧迫することによって起こるふらつきやめまい、眼振、頭蓋内圧亢進症状（典型的には頭痛と嘔吐）が生じる。
また、腫瘍随伴症候群としてエリスロポエチンの産生が亢進するため、多血症を認める場合がある。

## 診断
CTやMRI、脳血管撮影を行って診断する。CTやMRIでは嚢胞を伴った壁在結節(mural nodule)が造影され、血管撮影で同所に腫瘍濃染像を認めるのが典型的である。腫瘍本体は造影剤の増強効果により白く、丸く、はっきりした形に映る。
小脳星細胞腫や嚢胞性転移性腫瘍との鑑別に注意が必要である。

## 治療
第一選択は手術である。周囲に脳浮腫を伴う場合があるが、たいていは軽度である。嚢胞を開放した上で嚢胞側から壁在結節を取り残しがないように摘出することで完治する。一般には壁在結節のみ除去すればよいとされているが、万全を期して嚢胞壁も可能な限り切除することが望ましい。
一方、嚢胞を伴わない大きな腫瘍は手術の難易度が高くなるが、このような場合には手術前の腫瘍塞栓術が有用である。
小脳半球にできたものは比較的摘出が容易であるが、延髄や脊髄に強く癒着したり、延髄周囲の血管を巻き込んで成長している場合には難しくなる。
ガンマナイフなどの定位放射線治療やリニアックは腫瘍抑制に有用である。
約2割の患者で再発する場合があるものの、完全に切除できれば予後は極めて良好である。ただし、VHL患者では複数の血管芽腫を生じるため、孤発性の患者よりも予後が悪い。

## 疫学
血管芽腫は中枢神経系腫瘍の中でも最も少ない部類に含まれ、2%未満である。通常は成人で発症するが、VHLの場合は若年者でも発症する。発症リスクに性差はなく、男女ほぼ同じである。中枢神経系のどの部分でも起こりうるが、通常は小脳、延髄または脊髄のいずれかに生じる。